# 717. Infanterie-Division (Wehrmacht)
Die 717. Infanterie-Division war ein Großverband des Heeres der deutschen Wehrmacht.

## Geschichte

### Aufstellung
Die Division wurde am 11. April 1941 auf dem Truppenübungsplatz Bruckneudorf und in Neusiedl am See für den Wehrkreis XVII als statischer Verband mit zwei Regimentern in der 15. Aufstellungswelle aufgestellt.
Es wurden gebildet:
- Infanterie-Regiment 737 (Wien) mit drei Bataillonen aus Division Nr. 177
- Infanterie-Regiment 749 (Linz) mit drei Bataillonen aus Division Nr. 187
- Artillerie-Abteilung 670 mit drei Batterien

Auch die Divisionstruppen entsprachen nicht der einer damaligen Frontdivision. Vielmehr wurde nur die Pionier-Kompanie 717 und eine Nachrichten-Kompanie 717 gebildet.
Die Aufstellung erfolgte im Wehrkreis durch den Befehlshaber des Ersatzheeres und wurde im Mai abgeschlossen.

### Besatzungstruppe auf dem Balkan
Nach Abschluss der Aufstellung wurde die Division im Juni 1941 dem XI. Armeekorps der 2. Armee des Militärbefehlshaber Südost in Jugoslawien unterstellt.
Nachdem der jugoslawische Staat zerschlagen war, wurde der Verband im Juli dem LXV. Armeekorps der 12. Armee in Serbien unterstellt, wo Besatzungsaufgaben wahrgenommen wurden. Im April 1942 kam es zu einer Organisationsänderung und die Division wurde dem Militärbefehlshaber Serbien bei der 12. Armee zugewiesen.
Im Oktober 1942 wurden die Infanterie-Regimenter in Grenadier-Regimenter umbenannt.
In diesem Unterstellungsverhältnis wurde die Division ab Januar 1943 bei der Operation Weiß, die auch als 4. Offensive der Achsenmächte gegen die Tito's Partisanen-Verbände oder Schlacht an der Neretva, bezeichnet wird, eingesetzt. Hierbei wechselte die Division im Februar in die Zuständigkeit des Militärbefehlshaber Kroatien bei der 12. Armee.
Am 15. Februar 1943 wurde die Umgliederung und der Ausbau des Verbandes zur Jäger-Division befohlen.

## 117. Jäger-Division

### Aufstellung durch Umgliederung
Am 1. April 1943 wurde die in Kroatien stehende 717. Infanterie-Division zu einer Jäger-Division umgegliedert und führte nunmehr die Bezeichnung 117. Jäger-Division.
Die formale Umgliederung sollte nach dem Austausch der Soldaten älterer Jahrgänge gegen jüngerer Rekruten aus den Wehrkreisen XI, XIII und XVII vorgenommen werden. Vorübergehend wurden 1943 für die Zuführung neuer Rekruten das Ergänzungs-Jäger-Regiment 737 und 749 gebildet. Diese wurden im Sommer bis auf die 16. Kompanie des Ergänzungs-Jäger-Regiments 737 und des Ergänzungs-Jäger-Regiments 749 wieder aufgelöst und die Mannschaften in die Jäger-Regimente eingegliedert.
Der Verband wurde gegliedert in:
- Jäger-Regiment 737 (aus Grenadier-Regiment 737)
- Jäger-Regiment 749 (aus Grenadier-Regiment 749)
- Artillerie-Regiment 670 (durch Ausbau der Artillerie-Abteilung 670 auf drei Abteilungen)
- Pionier-Bataillon 117 (aus dem Rahmen der Pionier-Kompanie 117)
- Radfahr-Abteilung 116
- Nachrichten-Abteilung 117 (aus dem Rahmen der Nachrichten-Kompanie 117)
- Divisionstruppen Nr. 117

### Kroatien
Von April bis Mai 1943 war die Division im Raum Sarajevo dem Militärbefehlshaber Kroatien bei der Heeresgruppe E des Oberbefehlshaber Südost unterstellt.

### Griechenland
Im Juni wurde der Verband nach mit der Heeresgruppe E nach Griechenland verlegt.
Ab Juli erfolgte die Unterstellung der Division beim LXVIII. Armee-Korps auf dem Peloponnes, der großen Halbinsel am südlichen Ende Griechenlands.
Eine kurzzeitige Unterstellung des LXVIII. Armee-Korps einschließlich der Division bei der italienischen 11a Armata (11. Armee) Anfang September endete durch den Waffenstillstand von Cassibile und den Seitenwechsel der neuen italienischen Regierung. Die folgenden deutschen Maßnahmen zur Entwaffnung und Internierung italienischer Truppen nach dem Seitenwechsel der italienischen Streitkräfte Mitte September 1943 waren rücksichtslos und brutal.

### Ohne übergeordnete Armee
Den sich abzeichnenden Veränderungen auf dem südosteuropäischen Kriegsschauplatz folgend, wurde im bereits im August 1943 die Heeresgruppe F gebildet, deren Führung nunmehr gleichzeitig von der Heeresgruppe E die Funktion des Militäroberbefehlshaber Südost übernahm. Durch diesen Organisationswechsel wurde die Heeresgruppe F technisch gesehen der Heeresgruppe E übergeordnet. Die spezielle Situation der Besatzungszone Griechenland führte nach dem Wegfall der Einbindung in die italienische Kommandostruktur nun dazu, dass die dort stehenden Korps und Festungstruppen auf den Inseln ohne übergeordnete Armee unmittelbar der Heeresgruppe E unterstellt wurden, so auch die 117. Jäger-Division ab Oktober 1943 als Teil des LXVIII. Armee-Korps.

### Verlegung nach Serbien
Ende 1944 erforderte die Gesamtkriegslage den Rückzug der deutschen Kräfte aus Griechenland. Die Heeresgruppe E räumte systematisch die griechischen Inseln, die noch unter ihrer Kontrolle standen, und das griechische Festand. Es wurden ca. 300.000 Mann über den Balkan nach Nordwesten verlegt. Hierbei wurde die 117. Jäger-Division dem improvisierten Korps Schneckenburger im Oktober 1944 zugeführt. Dieser Verband war der Armeeabteilung Serbien der Heeresgruppe F im Raum Belgrad unterstellt.
Im November 1944 hatte sich die deutschen Truppen wieder stärker geordnet und die Division unterstand während des weiten Rückzugs in Bosnien wieder dem LXVIII. Armee-Korps das nun zur 2. Panzer-Armee bei der Heeresgruppe F gehörte.
Von Januar 1945 war die Division dem XXXIV. Armeekorps bei der Heeresgruppe E unterstellt, der weiterhin die Heeresgruppe F übergeordnet war. Die Heeresgruppe zog sich weiter nach Norden nach Syrmien, das Teil des Unabhängigen Staat Kroatien war, zurück.  Hier kämpfte die Division gegen bulgarische Kräfte und die jugoslawische Volksarmee.

### Österreich
Anschließend im April der 6. Armee der Heeresgruppe Süd zugeordnet kam die Division über die Südbahn nach Österreich und wurde im Mürztal versammelt.
Die Division wurde am 12. April in Mürzzuschlag ausgeladen und dem III. Panzerkorps zugeteilt. Ab 16. April 1945 wurde aus dem Raum Krieglach gemeinsam mit Verbänden der 1. Panzer-Division und der 1. Volks-Gebirgs-Division eine Gegenoffensive gegen die sowjetischen Kavallerie- und Schützen-Verbände im Joglland vorgenommen, Ziel war es, die Abschneidung der 9. Gebirgs-Division am Semmering zu verhindern.
Anfang Mai 1945 wurde die Division, nun dem I. SS-Panzerkorps bei der 6. Panzerarmee der Heeresgruppe Ostmark zugeordnet, zur Verteidigung des Abschnitts südlich von Wilhelmsburg bis zum Rohrer Sattel eingesetzt. Letztendlich folgte aber kurze Zeit später der Rückzug.

### Kapitulation
Bei Kriegsende geriet die Division im Raum Steyr in Österreich in US-amerikanische Kriegsgefangenschaft.

## Kriegsverbrechen
Walter Manoschek hat mehrere Werke zur 717. ID und 117. Jäger-Division auf dem Balkan publiziert.

### Einsatz als 717. Infanterie-Division
Bei dem Einsatz der 704. Infanterie-Division, 714. Infanterie-Division, 717. Infanterie-Division und 718. Infanterie-Division kam es zu einer Vielzahl von kriegsrechtswidrigen Sühneaktionen im besetzten Gebiet des ehemaligen Jugoslawien. Selbst unter Berücksichtigung des von Generalfeldmarschall Wilhelm Keitel durch das Oberkommando der Wehrmacht Mitte September 1941 erlassenen, sogenannten Sühnebefehls, welcher eine Hinrichtung von 50 bis 100 Zivilpersonen für jeden aus dem Hinterhalt getöteten deutschen Soldaten festlegte, wurden in vielen Fällen willkürlich mehr Menschen erschossen, sodass diese Aktionen schon damals als Kriegsverbrechen zu sehen waren.
Im Oktober 1941 war die Division am Massaker von Kraljevo und Kragujevac beteiligt, wobei je nach Quellen zwischen 4.000–8.000 Zivilisten als „Vergeltungsaktion“ für deutsche Gefallene ermordet wurden. Es handelt sich um eines der schwersten Kriegsverbrechen der Wehrmacht in Serbien. Vorausgegangen waren Kämpfe der Division mit Partisanen, welchen es sogar gelang die Division Mitte Oktober in der Stadt Kraljevo einzuschließen.
Mitte April 1942 nahm das 737. Infanterie-Regiment an einer Partisanenaktion unter dem Codenamen Operation Trio teil.

### Einsatz als 117. Jäger-Division
Hermann Frank Meyer veröffentlichte 2002 eine ausführliche Auswertungen der Aktivitäten der 117. Jäger-Division auf dem Balkan und in Griechenland.
Auch auf Peloponnes wurden Ende 1943 Einsätze gegen Partisanen durchgeführt und nach dem Unternehmen Kalavryta beim Massaker von Kalavryta wurden durch die Division zur Vergeltung mehrere Orte zerstört und 676 Personen hingerichtet. Dabei wurde auch das Kloster Agía Lávra zerstört. Den Befehl für diese Vergeltungsaktion hatte der Divisionskommandeur Karl von Le Suire gegeben. Von Le Suire wurde nie für dieses Kriegsverbrechen strafrechtlich zur Verantwortung gezogen (er starb 1954 in sowjetischer Kriegsgefangenschaft).

## Kommandeure
- Generalmajor Paul Hoffmann: von der Aufstellung bis November 1941
- Generalleutnant Walter Hinghofer: November 1941 bis Oktober 1942
- Generalleutnant Benignus Dippold: Oktober 1942 bis April 1943
- Generalmajor/Generalleutnant Karl von Le Suire: Mai 1943 bis Juli 1944
- Generalleutnant August Wittmann: Juli 1944 bis März 1945
- Oberst/Generalmajor Hans Kreppel: März 1945 bis zur Auflösung

## Gliederung
1941
- Infanterie-Regiment 737 mit drei Bataillonen durch Division Nr. 177 (Wien) gebildet
- Infanterie-Regiment 749 mit drei Bataillonen durch Division Nr. 187 (Linz) gebildet
- Artillerie-Abteilung 670 mit drei Batterien
- Divisionseinheiten 717 mit nur je einer Pionier- und Nachrichten-Kompanie

1943
- Jäger-Regiment 737
- Jäger-Regiment 749
- Artillerie-Regiment 670
- Pionier-Bataillon 117
- Nachrichten-Abteilung 117

1944
Im Dezember 1944 Aufnahme der Festungs-Infanterie-Bataillone 1004 und 1005
1945
Im März 1945 Aufnahme des Heeres-Küsten-Artillerie-Regiment 944.